# Pro Sport Hockey
Pro Sport Hockey, i Japan känt som USA Ice Hockey in FC (ユーエスエーアイスホッケー イン エフシー Yū Esu Ēa Isuhokkē in Efu Shī?), är ett ishockeyspel från 1993, utgivet till NES och SNES.

## Handling
Spelet utspelar sig i Kanada och USA, och är baserat på NHL-säsongen 1992/1993. Spelet innehåller alla då 24 lag samt 288 spelare.

### Fotnoter
1. 1 2  Pro Sport Hockey (NES) Arkiverad 28 oktober 2012 hämtat från the Wayback Machine. på Gamefaqs hämtdatum: 6 maj 2014
2. 1 2  Pro Sport Hockey (SNES) Arkiverad 6 juni 2012 hämtat från the Wayback Machine. på Gamefaqs, hämtdatum: 6 maj 2014
3. ↑  Title translation at Superfamicom.org, hämtdatum: 6 maj 2012
4. ↑  Pro Sport Hockey information på Mobygames, hämtdatum: 6 maj 2014